# Na Pelada
Na Pelada és un illot del litoral de les Salines situada a uns 900 metres de la platja del Carbó i al sud de l'illot de na Moltona. Té unes dimensions de 200 metres per 75, unes 2.8 ha de superfície, i amb prou feines arriba els 10 metres d'altitud. La seva superfície és de roca calcoarenítica quaternària i miocènica, nua o amb poc mantell vegetal, d'aquí ve el seu nom. Tot i les seves dimensions i característiques hi ha una població de la subespècie de sargantana balear Podarcis lilfordi jordansi, també present als illots pròxims de Na Moltona, Na Guardis i d'en Curt.